# Tabik
Tabik (auch: Jabok Island, Tābikku-tō, Tabitekku) ist eine Insel des Kwajalein-Atolls in der Ralik-Kette im ozeanischen Staat der Marshallinseln (RMI).

## Geographie
Das Motu liegt am Westende des Atolls am Tabik Channel bei Mejatto und Ebadon. Die nächste Insel im Südosten ist Yabbenohr in etwa 6 km Entfernung.

## Klima
Das Klima ist tropisch heiß, wird jedoch von ständig wehenden Winden gemäßigt. Ebenso wie die anderen Orte der Kwajalein-Gruppe wird Tabik gelegentlich von Zyklonen heimgesucht.